# Fungia cyclolites
Fungia cyclolites là một loài san hô trong họ Fungiidae. Loài này được Lamarck, mô tả khoa học năm 1816.